# Commerce (revue québécoise)
Pour les articles homonymes, voir Commerce (homonymie).
Ne doit pas être confondu avec Commerce (revue française).
Commerce est une revue publiée à Montréal de janvier 1950 à décembre 2009, comme continuité du Bulletin de la chambre de commerce du district de Montréal, publié à partir du 1er mai 1899. Qualifié de « vieille dame digne des périodiques québécois », il s'agissait, au moment de sa fermeture, d'un des plus anciens magazines du Québec,.